# 香港社会工作人员协会
香港社会工作人员协会是一个专业团体，旨在提高香港社会工作的专业水平和地位，培养优秀的社会工作道德和守则，以及就社会福利政策向有关当局提供意见。该协会成立于1949年，于1975年注册为有限公司。该协会的会员包括社会工作专业人员、社会工作学生、社会工作教育者和社会工作机构。
该协会还设立了香港社会工作专科院，以提升香港社会工作者的实务才能。专科院推动了社工核心才能持续专业发展计划，并设立了凯瑟克基金，以资助社会工作的研究和创新项目。专科院还负责社会工作课程的认证和社会工作人员的资格认证。